# Кудряшёвский
Кудряшёвский — хутор в Урюпинском районе Волгоградской области России, в составе Добринского сельского поселения.
Население — 153 (2010)

## История
Дата основания не установлена. Хутор относился к юрту станицы Добринской Хопёрского округа Земли Войска Донского (с 1870 — Область Войска Донского). В 1859 году на хуторе проживало 38 души мужского и 56 женского пола. По переписи 1873 года на хуторе проживало 44 мужчины и 75 женщин, в хозяйствах жителей насчитывалось 35 лошадей, 32 пары волов, 86 голов прочего рогатого скота и 314 овцы. Согласно переписи населения 1897 года на хуторе проживали 77 мужчин и 97 женщин. Большинство населения было неграмотным: грамотных мужчин — 24 (24,6 %), женщин — 2.
Согласно алфавитному списку населённых мест Области Войска Донского 1915 года на хуторе имелось хуторское правление, земельный надел хутора составлял 392 десятины, проживало 86 мужчин и 84 женщины.
С 1928 года — в составе Урюпинского района Хопёрского округа (упразднён в 1930 году) Нижне-Волжского края (с 1934 года — Сталинградского края). В 1935 году хутор передан в состав Добринского района Сталинградского края (с 1936 года Сталинградской области, с 1954 по 1957 год район входил в состав Балашовской области). В 1963 году в связи с упразднением Добринского района хутор вновь передан в состав Урюпинского района.

## География
Хутор находится в луговой степи, в пределах Калачской возвышенности, на левом берегу реки Топкой. Река Топка протекает в глубокой балке, склоны которой изрезаны оврагами и балками. Центр хутора расположен на высоте около 80-100 метров над уровнем моря. По балкам близ хутора — байрачные леса. Почвы — лугово-чернозёмные и чернозёмы обыкновенные.
По автомобильным дорогам расстояние до областного центра города Волгоград — 360 км, до районного центра города Урюпинска — 26 км, до административного центра сельского поселения хутора Забурдяевский — 2 км. На востоке хутор Кудряшевский граничит с хутором Тополевским, на юго-востоке — с хутором Забурдяевским, на юго-западе — с хутором Егоровским.
Часовой пояс
Кудряшевский, как и вся Волгоградская область, находится в часовой зоне МСК (московское время). Смещение применяемого времени относительно UTC составляет +3:00.

## Население
Динамика численности населения по годам:
| 1859 | 1873 | 1897 | 1915 | 1989 | 2002 |
| ---- | ---- | ---- | ---- | ---- | ---- |
| 94   | 119  | 174  | 170  | ≈100 | 176  |

| 2010 |
| ---- |
| 153  |